# Christuskirche (Woltmershausen)

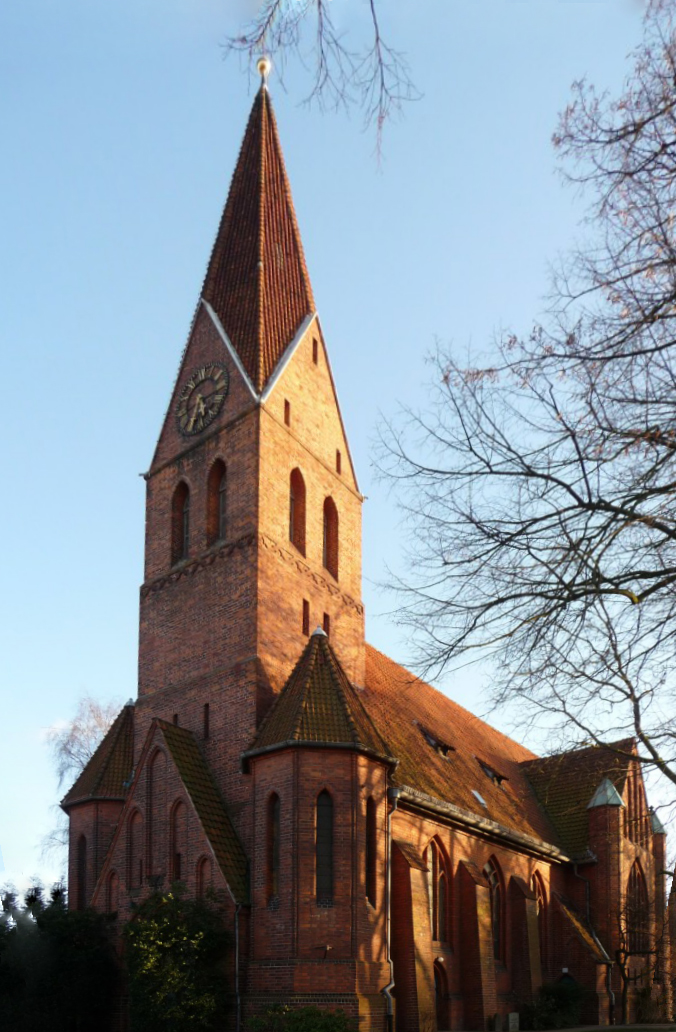
Christuskirche Woltmershausen

Die evangelische Christuskirche im Bremer Stadtteil Woltmershausen, Woltmershauser Straße 376, entstand 1906 nach Plänen von August Abbehusen und Otto Blendermann. Dieses Gebäude steht seit 1995 unter Bremer Denkmalschutz.

## Geschichte
Die historisierende Kirche entstand von 1904 bis 1906 mit neogotischen und neoromanischen Stilelementen. Die einschiffige Backsteinkirche mit kreuzförmigem Grundriss wird mit einem leicht eingerücktem Chor und 5/8-Schluss abgeschlossen. Der mittige Turm wird eingerahmt durch zwei kleine achteckige Türmchen; er hat einen klassischen achteckigen, spitzen Turmhelm.
Das Gemeindehaus der Christuskirche entstand 1955 nach Plänen von Hermann Gildemeister und Hans Häring.

## Gemeinde der Christuskirche
Die Gemeinde hat verschiedene Kreise für Senioren, Eltern, Pusdorfer Frauen, Männer, Konfirmanden, Jugendliche, Kinder, Töpfer, Strickende, Flötenspieler sowie den Gospel- und den Kinderchor. Sie unterhält eine Kita (Auf dem Bohnenkam 23). Seit 2008 kooperiert die Gemeinde mit der Huchtinger Kirchgemeinde St. Georg im Arbeitsbereich Kirchenmusik.